# Oziroe argentinensis
Oziroe argentinensis là một loài thực vật có hoa trong họ Măng tây. Loài này được (Lillo & Hauman) Speta mô tả khoa học đầu tiên năm 1998.